# Пурпур (цвят)
Пурпурното е цвят от групата на неспектралните цветове. Окото го възприема като съчетание между синьото и червеното, подобно на лилавото.
Вторичен цвят от топлите тонове в изобразителното изкуство, за разлика от лилавото, което се счита за студен цвят.
Асоциира се с властта, кралското управление и висшата аристокрация.
В системата CMYK цветът се нарича маджента.